# Jorge Díaz Saenger
Jorge Andrés Díaz Saenger (Concepción, 27 de marzo de 1953) es un periodista, guionista y presentador de televisión chileno.

## Biografía
Realizó sus estudios de Periodismo y Comunicación Social en la Universidad de Concepción (1972-1973), Universidad Católica de Lovaina, Bélgica (1977-1979), y Universidad de Chile (1991).
Sus primeras incursiones en el periodismo fueron como reportero en el diario Crónica de la empresa Diario El Sur S.A., de Concepción, y como locutor y periodista en Radio Bío Bío de esa ciudad. Luego de regresar de Europa, en 1979, es designado Jefe de Crónica Local de El Sur.
Ingresó a Canal 13 en abril de 1981 como editor periodístico de su Departamento de Prensa y conductor del noticiario Telenoche. Este cargo lo desempeña en forma ininterrumpida durante más de 18 años.
Trabajó, además, durante diez años, como guionista de teleseries en el área dramática de Canal 13, donde escribe la telenovela «Andrea» (1984), y adapta otras cinco de origen brasileño, entre ellas una de las historias más exitosas de la televisión chilena: «Ángel Malo» (1986).
Animó y elaboró reportajes en Teleduc, durante los años 1987 y 1988. En 1999 vuelve a este programa de educación a distancia con el curso Conversión Informática para el año 2000.
Fue coautor del libro “Cien Chilenos y Pinochet”, Zig Zag, 1989, y autor de “Chile en Datos”, Editorial Los Andes, 1995 y del único almanaque nacional “Chiled@tos”, Editorial Libertad, 2002.
Desde mediados de 1998 y hasta septiembre del 2001 redactó la columna “Al día” en el sitio web Business Center de Entel Internet donde resumía diariamente la actualidad nacional.
El 27 de septiembre de 1999 asume como conductor titular del informativo principal del Centro de Noticias de Canal 13, “Teletrece”, y continúa en sus funciones como Editor Periodístico de Prensa.
En noviembre del año 2000 recibe el Premio Nacional de Periodismo de Televisión, distinción entregada por la Agrupación Nacional de Periodistas de Televisión.
En marzo de 2001 es designado Editor General del Departamento de Prensa de Canal 13 y desde enero a marzo de 2002 se desempeña como Director Interino.
El 28 de marzo de 2002 Jorge Díaz se despidió de Teletrece, dejó de trabajar en Canal 13 el 30 de abril de ese año y fue reemplazado interinamente por su entonces compañera en la conducción del noticiero, la periodista Carolina Jiménez Mery, quien después sería sustituida por su colega Macarena Puigrredón y después llegaría Mauricio Hofmann a partir del 14 de julio de 2002. Tras su salida de Canal 13 en mayo de 2002 Díaz empezó a conducir el recordado programa del Pabellón de la Construcción Vivienda, Construcción y Decoración, dedicado a emitir información inmobiliaria que era emitido por Chilevisión, UCV Televisión y +Más Canal 22, donde también se desempeñó como Gerente General del canal ya mencionado entre 2006 y 2009.
Su regreso al periodismo se produjo en marzo de 2009 cuando condujo junto al fallecido analista económico Gonzalo Chamorro Oschilewsky el programa Doble Lectura en Radio Amadeus hasta finales de ese año.
En junio de 2009 Jorge Díaz dejó la conducción de Vivienda, Construcción y Decoración (siendo reemplazado por Juan Guillermo Vivado) e inició un programa similar llamado Zona Inmobiliaria, perteneciente al periódico Publimetro y transmitido por UCV Televisión.
En mayo de 2010 Zona Inmobiliaria teniendo éxito en UCV Televisión, también pasa a emitirse en Canal 13, esto marcó su reaparición en el canal, luego de 8 años sin aparecer en la pantalla de la estación católica.
El 3 de enero de 2011, Zona Inmobiliaria siguió expandiendo, siendo transmitido también por el canal La Red.
El 24 de diciembre de 2011, Zona Inmobiliaria deja de transmitirse en Canal 13.
El 8 de enero de 2012 Zona Inmobiliaria empezó a transmitirse en Mega en reemplazo de Canal 13 en el mismo horario de las 07:30 de la mañana.
Fue director de la Escuela de Periodismo de la Universidad del Pacífico (2002-2004) y profesor de Televisión y Relaciones Públicas en esa Casa de Estudios Superiores.
Fue conductor del programa Doble Lectura junto al periodista Juan Francisco Canales en Radio Universo (2004-2006).
Fue conductor del programa Café en Pauta en Radio Romántica (2007-2008).
Fue profesor de Comunicación Política en la Escuela de Ciencias Políticas y Administrativas de la Universidad Central (2007-2009).
Fue director de la Agencia Informativa Orbe (2002-2008).
Actualmente se dedica a realizar coaching de oratoria.

## Filmografía

### Programas

#### Canal 13
- Telenoche (abril 1981-septiembre 1999)
- Teletrece (1989-marzo 2002)
- Teletarde (veranos 1988 y 1999, agosto-diciembre 2000)
- Teleduc (1987-1988) (1999)
- Zona Inmobiliaria (mayo 2010-diciembre 2011)

#### Chilevisión
- Vivienda, Construcción y Decoración (junio 2002-julio 2009)

#### +Más Canal 22
- Vivienda, Construcción y Decoración (noviembre 2006-julio 2009)

#### UCV Televisión
- Vivienda, Construcción y Decoración (junio 2002-enero 2007)
- Zona Inmobiliaria (julio 2009-2012)

#### La Red
- Zona Inmobiliaria (2011-2017)

#### Mega
- Zona Inmobiliaria (2012-diciembre 2018)

### Guiones de telenovelas

#### Historias originales
- Andrea, justicia de mujer (Canal 13, 1984)

#### Adaptaciones
- Ángel malo (Canal 13, 1986) - Original de Cassiano Gabus Mendes
- La invitación (Canal 13, 1987) - Original de Ivani Ribeiro
- Semidiós (Canal 13, 1988) - Original de Janete Clair
- ¿Te conté? (Canal 13, 1990) - Original de Cassiano Gabus Mendes
- El palo al gato (Canal 13, 1992) - Original de Braulio Pedroso y Lauro César Muniz